# Synagoga w Kandavie
Synagoga w Kandavie (łot. Kandavas sinagoga) – synagoga zbudowana w 1892 roku w Kandawie w Kurlandii przy ówczesnej ulicy Lielā 33, na działce podarowanej gminie żydowskiej przez Szlaumę Hirša Klempnera w 1881 roku.  
Budynek został wzniesiony z kamienia. W 1937 roku synagoga została przebudowana. Służył w niej między innymi rabin Menahem Mendel Zaks, późniejszy naczelny rabin Rygi. 
Podczas obu wojen światowych synagoga nie została zniszczona. W okresie okupacji niemieckiej Łotwy w latach 1941–1945 cały majątek żydowski, w tym synagoga, został skonfiskowany, a nowym właścicielem obiektu została spółka „Grundstückgesellschaft Lettlands”. Po wojnie budynek przeszedł na własność państwową i służył jako magazyn zboża. W 1950 roku przekształcono go w kino „Spartaks”, a później funkcjonował tam m.in. bar oraz kino pod nazwą „Auseklis”. Od 1998 roku budynek był dzierżawiony przez firmę „Kino Senleja”. Obecnie właścicielem jest samorząd Kandawy, a organizacja „Ebreju draugi” („Przyjaciele Żydów”) planuje jego renowację i utworzenie centrum pamięci poświęconego historii lokalnej społeczności żydowskiej.